# غريس روبرتسون
غريس روبرتسون (بالإنجليزية: Grace Robertson)‏ هي مصورة بريطانية، ولدت في 13 يوليو 1930 في مانشستر في المملكة المتحدة.

## وصلات خارجية
- غريس روبرتسون على موقع IMDb (الإنجليزية)